# Partial Portraits
Partial Portraits (em português, Retratos parciais) é um livro de crítica literária publicado por Henry James em 1888. O livro reúne ensaios que James havia escrito ao longo da década anterior, principalmente sobre escritores ingleses ou americanos. Mas o livro também oferece observações interessantes sobre Alphonse Daudet, Guy de Maupassant e Ivan Turgueniev. Contudo, talvez o ensaio mais importante seja The Art of Fiction (A arte da ficção), a reivindicação brilhante de James pela mais ampla liberdade de conteúdo e técnica na ficção narrativa.

## Sumário
| - Emerson - The Life of George Eliot (A vida de George Elliot) - Daniel Deronda: A Conversation (Daniel Deronda: uma conversa) - Anthony Trollope - Robert Louis Stevenson - Miss Woolson | - Alphonse Daudet - Guy de Maupassant - Ivan Turgénieff - George du Maurier - The Art of Fiction (A arte da ficção) |